# Хрушов (Вељки Кртиш)
Хрушов (слч. Hrušov) насељено је мјесто са административним статусом сеоске општине (слч. obec) у округу Вељки Кртиш, у Банскобистричком крају, Словачка Република.

## Становништво
| Година:    | 1994. | 2004.   | 2014.   | 2024.   |
| ---------- | ----- | ------- | ------- | ------- |
| Број људи: | 925   | 897     | 867     | 812     |
| Разлика:   |       | -3,02 % | -3,34 % | -6,34 % |

| Година:    | 2023. | 2024.   |
| ---------- | ----- | ------- |
| Број људи: | 818   | 812     |
| Разлика:   |       | -0,73 % |

Према подацима о броју становника из 2011. године насеље је имало 864 становника.